# Zázrivá
Zázrivá es un municipio del distrito de Dolný Kubín en la región de Žilina, Eslovaquia, con una población estimada a final del año 2024 de 2459 habitantes.
Se encuentra ubicado en el centro de la región, cerca del curso alto del río Váh (cuenca hidrográfica del Danubio) y de la frontera con la República Checa y Polonia.

## Demografía
| Año        | 1994 | 2004    | 2014    | 2024    |
| ---------- | ---- | ------- | ------- | ------- |
| Población  | 2852 | 2830    | 2694    | 2459    |
| Diferencia |      | −0,77 % | −4,80 % | −8,72 % |

| Año        | 2023 | 2024    |
| ---------- | ---- | ------- |
| Población  | 2488 | 2459    |
| Diferencia |      | −1,16 % |